# Represa de Capivara

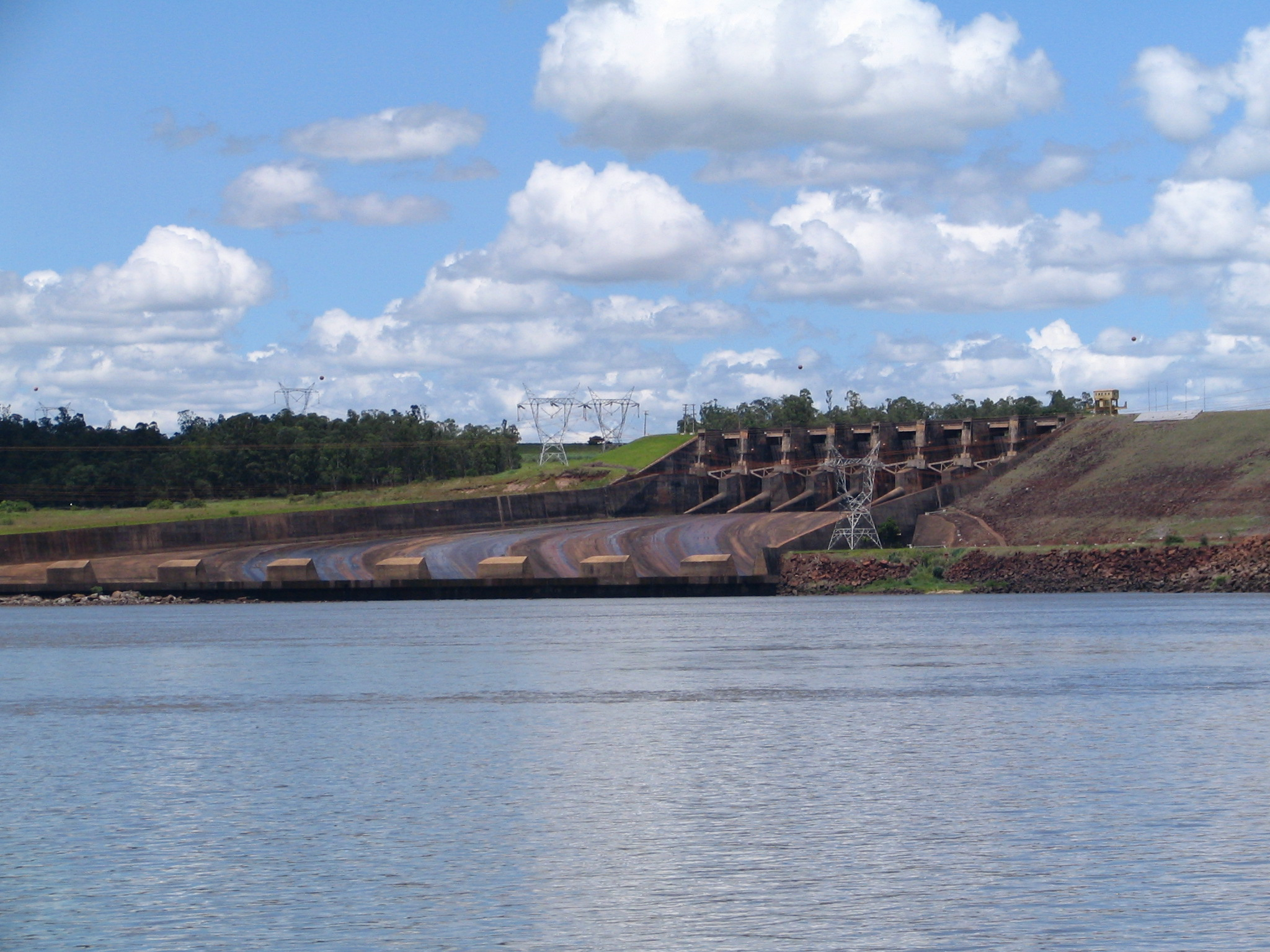
Vertedero de la Represa de Capivara visto desde el margen paranaense del río Paranapanema.

La represa Escola de Engenharia Mackenzie o Capivara, está situada sobre el río Paranapanema, entre los municipios de Taciba, estado de São Paulo e Porecatu, estado de Paraná, Brasil.
La presa fue inaugurada en 1978 y es la mayor entre las que se encuentran sobre el Paranapanema. Posee una extensión de 1.500 metros de longitud y 60 metros de altura. En la misma se alojan 4 turbinas tipo Francis con una potencia total instalada de 619 MW y su embalse ocupa 576 km².
Construida por la Companhia Energética de São Paulo (CESP) durante a década de 1970, actualmente está concesionada a la compañía Duke Energy International Geração Paranapanema.